# 鳥占
鳥占，是一種曾經盛行於漢族、南島民族、希臘及羅馬等族群與地區的占卜術。

## 漢族
中国的鸟占由来已久，可能成书于西周的《周易》小过一卦中曾言，“飞鸟遗之音，不宜上宜下，大吉。”汉代时有鸟占专著《周易飞侯》，目前已经亡佚；《隋书》中亦记载了十数种与鸟占有关的书籍，如《鸟情占》、《太一飞鸟历》等。唐代的李靖就精通各种占卜之术，其中包括鸟占。
宋代邵雍的《梅花易數》也有提及鳥占。方法有數所見鳥的數目、看鳥的方向、聽鳥的鳴叫次數、聽鳥的叫聲、看鳥的品種等。

## 藏族
以烏鴉叫聲來占卜的方法是從印度傳到西藏。敦煌文獻中至少有六個古藏文的鳥占文獻，方法是根據烏鴉叫的時辰與方向（八方及上方，共九個方向）來得知神諭。:317-318丹珠爾中的《烏鴉叫聲》(Kakajariti)也是鳥占。:317藏人當代民俗的鳥占是根據《烏鴉叫聲》而非敦煌文獻。:336-337

## 南島民族

### 臺灣
古時，在出草、戰爭、祭祀、建築、開墾等重要活動進行前，臺灣原住民族多會以占卜判定吉凶。在行動過程中，若占卜鳥顯現凶兆，族人通常會立刻停止活動，並於隔日清晨再度進行占卜。通常，各族不會捕捉此類被視為「聖鳥」或「靈鳥」的鳥類。

#### 鄒族
鄒族的占卜鳥為繡眼畫眉（鄒語：Oazomu）。相傳，繡眼畫眉是由一位名為Oazomu的勇士變成；該勇士在彌留時告訴族人他死後會變成繡眼畫眉，所以族人在出征或狩獵前須諦聽其鳴聲以辨凶吉。此後，族人凡是狩獵或出草，必須先在野外過夜，並於隔日清晨諦聽第一聲繡眼畫眉鳴叫；若該鳴叫顯現為愉悅則表大吉，反之則必須返家。在占卜過程中，繡眼畫眉的鳴聲是否連續、急慢，還有音調、次數、飛向、次序與距離等都是判斷凶吉的根據。

#### 邵族
邵族以繡眼畫眉（邵語：M'asu-niʔ）的動態、鳴叫聲、飛行方向等判斷吉凶禍福，並以遇到Squ-io鳥為凶兆。在占卜過程中，繡眼畫眉若在右邊即是代表凶運，而在左邊則是表示吉運。
相傳，邵族有一名驍勇善戰且備受尊敬的勇士，族人在他死後感到非常懷念，於是他就變成繡眼畫眉，且每每在族人遇到困境時現身指引遠離厄運的方向，也因此被族人奉為靈鳥。

#### 排灣族
排灣族會以一種稱作「海亞夫」的鳥之鳴聲音調及長短判斷狩獵是否能夠滿載而歸。據調查，喜鵲、樹雀、斑文鳥（或錦鳴）、繡眼畫眉、鷦鷯、褐頭鷦鶯（或灰頭鷦鶯）、臺灣畫眉、小彎嘴畫眉等都曾被排灣族奉為鳥占神鳥。

#### 賽德克族
賽德克族視Sisil鳥為靈鳥，舉凡打獵、提親都聽sisil鳥的鳴叫聲與行徑方向和夢做決定。

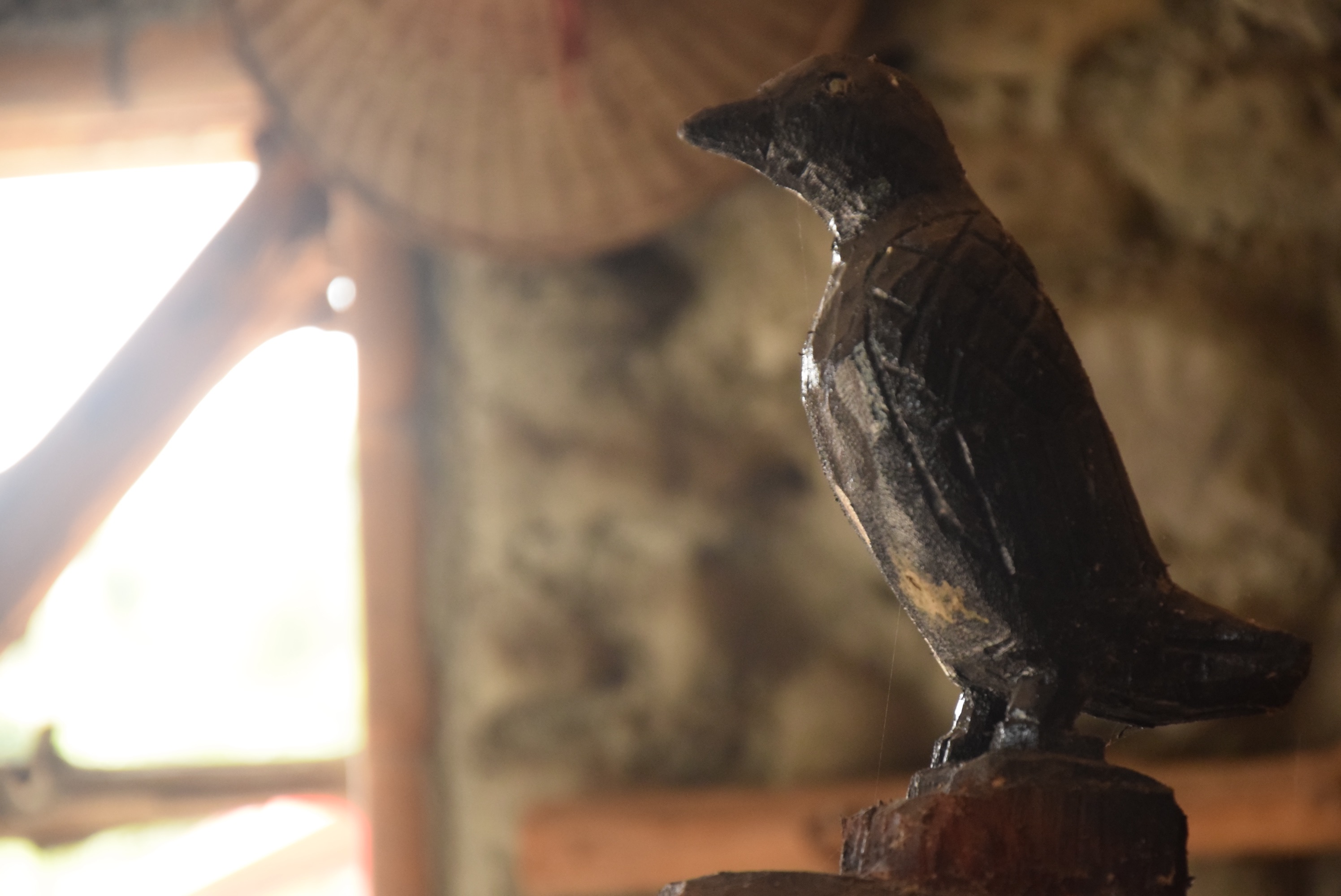
大武壠族荖濃公廨裡的黑色鳥模。

#### 大武壠族
大武壠族人早期將烏鴉的「歐啊、歐啊」叫聲稱為「歹結調（pháinn-kiat-tiāu）」，意指帶來厄運的聲音，也可能預示可有其他原住民族即將來襲。若在出門打獵前聽到此聲，便不能出門。荖濃等大武壠族部落的公廨屋頂上常見的黑色鳥模，據說即代表烏鴉。

### 菲律賓
菲律賓民答那峨島上的巴哥布語族也曾盛行鳥占。

## 外部鏈結
- 原住民族委員會—兒童網—神話傳說—泰雅族－占卜鳥希利克 （页面存档备份，存于）
- 占卜鳥的故事 - nmtl.gov.tw
- 鳥占與捕鳥：獵人與自然環境和諧的互動體現 - 數位典藏與學習電子報 （页面存档备份，存于）